# Satellite Awards 2018
Die Satellite Awards 2018 waren eine Preisverleihung, die herausragende Künstler, Filme, Fernsehsendungen, Heimvideos und interaktive Medien des Jahres 2018 ehrte. Die Nominierungen wurden von der International Press Academy ausgewählt und am 28. November 2018 bekanntgegeben, die Gewinner am 3. Januar 2019. Die 23. Verleihung fand am 22. Februar 2019 im Mondrian Hotel am Sunset Boulevard in West Hollywood statt.

## Sonderauszeichnungen
- Auteur Award (für eine einzigartige Kontrolle über die Filmproduktionselemente) – Ryan Coogler
- Mary Pickford Award (für herausragende Beiträge zur Entertainment-Branche) – Rade Šerbedžija
- Tesla Award (für innovative Leistungen in der Filmproduktion) – Kevin Baillie
- Bester Erster Film (Best First Feature) – Rupert Everett für The Happy Prince

## Gewinner und Nominierte im Bereich Film
| Film                                     | N  | A |
| ---------------------------------------- | -- | - |
| A Star Is Born                           | 11 | 3 |
| The Favourite – Intrigen und Irrsinn     | 10 | 3 |
| Roma                                     | 7  | 4 |
| If Beale Street Could Talk               | 7  | 2 |
| Aufbruch zum Mond                        | 7  | 1 |
| Black Panther                            | 7  | 1 |
| BlacKkKlansman                           | 7  | 1 |
| Mary Poppins’ Rückkehr                   | 6  | 1 |
| Green Book – Eine besondere Freundschaft | 5  | 0 |
| Widows – Tödliche Witwen                 | 4  | 0 |
| Can You Ever Forgive Me?                 | 3  | 2 |
| Eighth Grade                             | 3  | 0 |
| Leave No Trace                           | 3  | 0 |
| Maria Stuart, Königin von Schottland     | 3  | 0 |
| A Private War                            | 3  | 0 |
| Der verlorene Sohn                       | 3  | 0 |

### Bester Film – Drama (Major)
If Beale Street Could Talk
Aufbruch zum Mond (First Man)
Black Panther
Hereditary – Das Vermächtnis
Maria Stuart, Königin von Schottland
Widows – Tödliche Witwen

### Bester Film (Independent)
BlacKkKlansman
Eighth Grade
First Reformed
Leave No Trace
Private Life
A Private War

### Bester Film – Komödie oder Musical (Major, Independent oder International)
A Star Is Born
Crazy Rich
The Favourite – Intrigen und Irrsinn
Green Book – Eine besondere Freundschaft
Mary Poppins’ Rückkehr
Nico, 1988

### Bester Hauptdarstellerin – Drama
Glenn Close – Die Frau des Nobelpreisträgers
Yalitza Aparicio – Roma
Viola Davis – Widows – Tödliche Witwen
Nicole Kidman – Destroyer
Melissa McCarthy – Can You Ever Forgive Me?
Rosamund Pike – A Private War

### Bester Hauptdarsteller – Drama
Willem Dafoe – Van Gogh – An der Schwelle zur Ewigkeit (At Eternity’s Gate)
Ben Foster – Leave No Trace
Ryan Gosling – Aufbruch zum Mond (First Man)
Ethan Hawke – First Reformed
Lucas Hedges – Der verlorene Sohn (Boy Erased)
Robert Redford – The Old Man & the Gun

### Beste Hauptdarstellerin – Komödie oder Musical
Olivia Colman – The Favourite – Intrigen und Irrsinn
Emily Blunt – Mary Poppins’ Rückkehr
Trine Dyrholm – Nico, 1988
Elsie Fisher – Eighth Grade
Lady Gaga – A Star Is Born
Constance Wu – Crazy Rich

### Bester Hauptdarsteller – Komödie oder Musical
Rami Malek – Bohemian Rhapsody
Bradley Cooper – A Star Is Born
Lin-Manuel Miranda – Mary Poppins’ Rückkehr
Viggo Mortensen – Green Book – Eine besondere Freundschaft
Nick Robinson – Love, Simon
John David Washington – BlacKkKlansman

### Beste Nebendarstellerin
Regina King – If Beale Street Could Talk
Claire Foy – Aufbruch zum Mond (First Man)
Nicole Kidman – Der verlorene Sohn (Boy Erased)
Margot Robbie – Maria Stuart, Königin von Schottland
Emma Stone – The Favourite – Intrigen und Irrsinn
Rachel Weisz – The Favourite – Intrigen und Irrsinn

### Bester Nebendarsteller
Richard E. Grant – Can You Ever Forgive Me?
Mahershala Ali – Green Book – Eine besondere Freundschaft
Timothée Chalamet – Beautiful Boy
Russell Crowe – Der verlorene Sohn (Boy Erased)
Adam Driver – BlacKkKlansman
Sam Elliott – A Star Is Born

### Bester fremdsprachiger Film
Roma (Mexiko)
The Cakemaker (Israel)
Cold War – Der Breitengrad der Liebe (Polen)
The Guilty (Den skyldige) (Dänemark)
I Am Not a Witch (Vereinigtes Königreich)
Shoplifters – Familienbande (Japan)

### Bester Film – Animation oder Mixed Media
Isle of Dogs – Ataris Reise
Die Unglaublichen 2
Liz und ein Blauer Vogel
Mirai – Das Mädchen aus der Zukunft
Chaos im Netz (Ralph Breaks the Internet)
Ruben Brandt, Collector

### Bester Dokumentarfilm
Minding the Gap
Crime and Punishment
Free Solo
RBG – Ein Leben für die Gerechtigkeit
Three Identical Strangers
Won’t You Be My Neighbor?

### Bester Regisseur
Alfonso Cuarón – Roma
Bradley Cooper – A Star Is Born
Peter Farrelly – Green Book – Eine besondere Freundschaft
Barry Jenkins – If Beale Street Could Talk
Giorgos Lanthimos – The Favourite – Intrigen und Irrsinn
Spike Lee – BlacKkKlansman

### Bestes Originaldrehbuch
Roma – Alfonso Cuarón
Eighth Grade – Bo Burnham
The Favourite – Intrigen und Irrsinn – Deborah Davis und Tony McNamara
First Reformed – Paul Schrader
Green Book – Eine besondere Freundschaft – Nick Vallelonga, Brian Hayes Currie und Peter Farrelly
A Quiet Place – John Krasinski, Scott Beck und Bryan Woods

### Bestes adaptiertes Drehbuch
Can You Ever Forgive Me? – Nicole Holofcener und Jeff Whitty
BlacKkKlansman – Spike Lee, David Rabinowitz, Kevin Willmott und Charlie Wachtel
The Death of Stalin – Armando Iannucci, David Schneider, Ian Martin und Peter Fellows
If Beale Street Could Talk – Barry Jenkins
Leave No Trace – Debra Granik und Anne Rosellini
A Star Is Born – Bradley Cooper und Eric Roth

### Beste Filmmusik
Aufbruch zum Mond (First Man) – Justin Hurwitz
BlacKkKlansman – Terence Blanchard
Colette – Thomas Adès
If Beale Street Could Talk – Nicholas Britell
The Sisters Brothers – Alexandre Desplat
Widows – Tödliche Witwen – Hans Zimmer

### Bester Filmsong
„Shallow“ (von Lady Gaga, Mark Ronson, Andrew Wyatt und Anthony Rossomando) – A Star Is Born
„All the Stars“ (von Kendrick Lamar, SZA, Mark Spears, Al Shux und Anthony Tiffith) – Black Panther
„Can You Imagine That?“ (von Marc Shaiman) – Mary Poppins’ Rückkehr
„Requiem for a Private War“ (von Annie Lennox) – A Private War
„Revelation“ (von Troye Sivan und Jónsi) – Der verlorene Sohn
„Strawberries & Cigarettes“ (von Troye Sivan, Antonoff und Alex Hope) – Love, Simon

### Beste Kamera
A Star Is Born – Matthew Libatique
Black Panther – Rachel Morrison
Cold War – Der Breitengrad der Liebe – Łukasz Żal
The Favourite – Intrigen und Irrsinn – Robbie Ryan
If Beale Street Could Talk – James Laxton
Roma – Alfonso Cuarón

### Beste visuelle Effekte
Black Panther
Avengers: Infinity War
Jurassic World: Das gefallene Königreich
Phantastische Tierwesen: Grindelwalds Verbrechen
Rampage – Big Meets Bigger
Ready Player One

### Bester Filmschnitt
Roma – Alfonso Cuarón
Aufbruch zum Mond (First Man) – Tom Cross
BlacKkKlansman – Barry Alexander Brown
If Beale Street Could Talk – Joi McMillon und Nat Sanders
A Star Is Born – Jay Cassidy
Widows – Tödliche Witwen – Joe Walker

### Bester Tonschnitt
A Quiet Place
Aufbruch zum Mond (First Man)
Black Panther
Mary Poppins’ Rückkehr
Roma
A Star Is Born

### Bestes Szenenbild
Mary Poppins’ Rückkehr – John Myhre
Aufbruch zum Mond (First Man) – Nathan Crowley
Black Panther – Hannah Beachler
The Favourite – Intrigen und Irrsinn – Fiona Crombie
Phantastische Tierwesen: Grindelwalds Verbrechen – Stuart Craig
Roma – Eugenio Caballero

### Bestes Kostümdesign
The Favourite – Intrigen und Irrsinn – Sandy Powell
Black Panther – Ruth E. Carter
Colette – Andrea Flesch
Maria Stuart, Königin von Schottland – Alexandra Byrne
Phantastische Tierwesen: Grindelwalds Verbrechen – Colleen Atwood
A Star Is Born – Erin Benach

### Bestes Ensemble
The Favourite – Intrigen und Irrsinn

## Gewinner und Nominierte im Bereich Fernsehen
| Serie                                                     | N | A |
| --------------------------------------------------------- | - | - |
| The Assassination of Gianni Versace: American Crime Story | 5 | 3 |
| Patrick Melrose                                           | 4 | 1 |
| The Terror                                                | 4 | 1 |
| Homecoming                                                | 3 | 2 |
| Mr. Mercedes                                              | 3 | 1 |
| Black-ish                                                 | 3 | 0 |
| King Lear                                                 | 3 | 0 |
| A Very English Scandal                                    | 3 | 0 |

### Beste Fernsehserie (Drama)
Homecoming
The Bold Type – Der Weg nach oben
The Handmaid’s Tale – Der Report der Magd
Mr. Mercedes
Succession
This Is Us – Das ist Leben

### Beste Fernsehserie (Komödie/Musical)
Lodge 49
Arrested Development
Atlanta
Barry
Black-ish
The Good Place
Insecure

### Beste Genre-Serie
The Terror
Castle Rock
Counterpart
Doctor Who
The Man in the High Castle
Stranger Things

### Beste Miniserie
The Assassination of Gianni Versace: American Crime Story
The Looming Tower
Patrick Melrose
Sharp Objects
A Very English Scandal

### Bester Fernsehfilm
The Tale – Die Erinnerung
Cargo
Her Only Choice
King Lear

### Bester Darsteller in einer Serie (Drama/Genre)
Brendan Gleeson – Mr. Mercedes
Jason Bateman – Ozark
Bob Odenkirk – Better Call Saul
Matthew Rhys – The Americans
J. K. Simmons – Counterpart
Billy Bob Thornton – Goliath

### Beste Darstellerin in einer Serie (Drama/Genre)
Julia Roberts – Homecoming
Elisabeth Moss – The Handmaid’s Tale – Der Report der Magd
Sandra Oh – Killing Eve
Keri Russell – The Americans
Jodie Whittaker – Doctor Who

### Bester Darsteller in einer Serie (Komödie/Musical)
Bill Hader – Barry
Anthony Anderson – Black-ish
Ted Danson – The Good Place
Donald Glover – Atlanta
William H. Macy – Shameless
Thomas Middleditch – Silicon Valley

### Beste Darstellerin in einer Serie (Komödie/Musical)
Issa Rae – Insecure
Alison Brie – GLOW
Christina Hendricks – Good Girls
Ellie Kemper – Unbreakable Kimmy Schmidt
Niecy Nash – Claws
Tracee Ellis Ross – Black-ish

### Bester Darsteller in einer Miniserie oder einem Fernsehfilm
Darren Criss – The Assassination of Gianni Versace: American Crime Story
Daniel Brühl – The Alienist – Die Einkreisung
Benedict Cumberbatch – Patrick Melrose
Jeff Daniels – The Looming Tower
Hugh Grant – A Very English Scandal
Jared Harris – The Terror

### Beste Darstellerin in einer Miniserie oder einem Fernsehfilm
Amy Adams – Sharp Objects
Laura Dern – The Tale – Die Erinnerung
Dakota Fanning – The Alienist – Die Einkreisung
Julia Roberts – Homecoming
Emma Stone – Maniac

### Bester Nebendarsteller in einer Serie, Miniserie oder einem Fernsehfilm
Hugo Weaving – Patrick Melrose
Mark Duplass – Goliath
John Macmillan – King Lear
Édgar Ramírez – The Assassination of Gianni Versace: American Crime Story
Paul Ready – The Terror
Ben Whishaw – A Very English Scandal

### Beste Nebendarstellerin in einer Serie, Miniserie oder einem Fernsehfilm
Sharon Stone – Mosaic
Penélope Cruz – The Assassination of Gianni Versace: American Crime Story
Jennifer Jason Leigh – Patrick Melrose
Justine Lupe – Mr. Mercedes
Nive Nielsen – The Terror
Emma Thompson – King Lear

### Bestes Ensemble
The Assassination of Gianni Versace: American Crime Story